# Celestia
Celestia是克里斯·勞瑞爾（Chris Laurel）以OpenGL開發的3D天文模擬軟體。使用者可自由遨遊於依據依巴谷星表模擬出的宇宙，且沒有速度、方向、時間的限制，並可由任何角度觀賞小至人造衛星、大至星系的各種天體。
NASA和ESA已將Celestia使用於教育和推廣計畫，和作為軌道分析軟體的介面。
Celestia是在GNU通用公共許可證下發佈的自由軟體，目前已有Microsoft Windows、Mac OS X和Linux的版本。

## 功能
依據依巴谷星表，Celestia內建將近12萬顆恆星。可調整最大可見的視星等來改變螢幕上恆星的數量，也可改變恆星呈現出的外觀。Celestia利用非常精確的VSOP87理論計算軌道，包括雙星、行星、系外行星、矮行星、衛星、小行星、彗星、人造衛星和太空船，也提供了各行星、衛星的日食、月食預測。
可以用簡單的鍵盤、滑鼠指令以任何速度、在數秒內到達Celestia宇宙的任何地方，包括了球狀星團、星雲、不規則、橢圓或螺旋星系（內建超過1萬個星系），也可將旅途的視野設定成向前、向後或任何方向。可環繞天體，與天體同步運轉，或追蹤天體並將之鎖定於畫面中央。
可將時間設定在過去到未來的任何時刻，可用協調世界時或當地時間。可調整時間流逝的速度，從正常的1×1015倍到1×10-15倍，也可暫停或倒流。不過快轉到公元或公元前20億年元旦就會停止。儘管如此，行星軌道只在數千年範圍內才算精確。另外也有光時校準（Light-time correction）。
可顯示各天體的名稱，和天體表面特徵的名稱，包括撞擊坑、火山、峽谷、海洋、城市等等。
Celestia還展現了其他細節，如大氣層、晨昏時的橘色光線、天體表面特徵、地形陰影、移動的雲、雲影、水面反光、夜半球的城市光點、行星環、環的影子、食、彗尾、恆星光芒、星座連線和界線。行星除了可單純將夜半球增亮，還有真實的行星照，尤其巨行星的衛星較明顯。類似的是，雙星系統中的行星有來自兩恆星的光源。
也可顯示目標天體的資訊，包括距離、半徑、角直徑、恆星週期、表面溫度等，而恆星部份則包括距離、絕對星等和視星等、相對於太陽的光度、光譜分類、角直徑、表面溫度、相對於太陽的半徑、恆星週期、有無行星系統等。
可按Shift+左鍵上下滑動來改變視角，從最小的3.60″到最大的120°。畫面可以分割成好幾塊，以同時觀看不同物體。
Celestia內建不包括變星、超新星、黑洞、星雲等天體，但有些可在網路上下載。還可擴充其他內容，包括更高解析度的星球表面地圖、大量的小行星或恆星資料、新增各種太空船甚至行星系統，無論真實或虛構。另外還有教育課程等，都可在網路上找到。這些擴充的機制是以Lua為內建語言。

## 局限
教育版运行，所有的汉字都是框框。

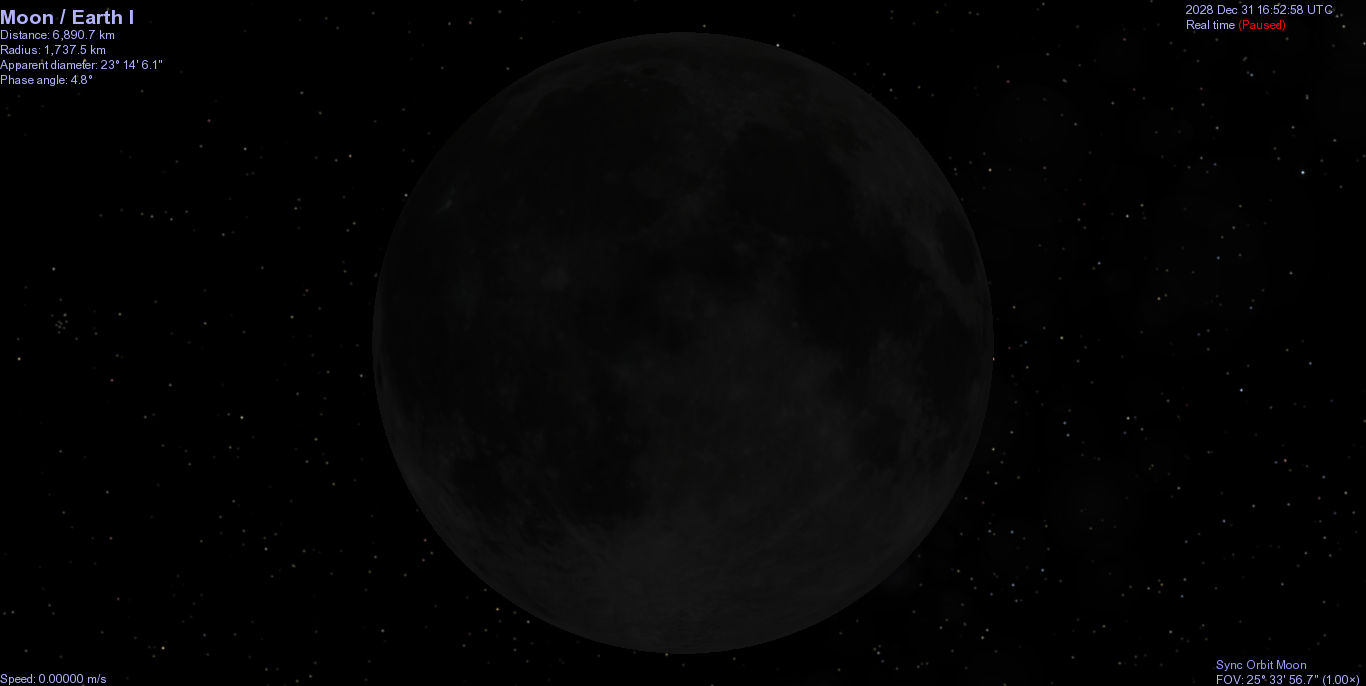
Celestia模擬的月食，並未顯示大氣折射形成的紅色月球表面。

預設的行星是橢球體，並沒有地表起伏，因此假如從地球表面看星空，低地軌道衛星的位置會和實際的有落差。
星體的影子，也就是食，無法投射在以3D模型呈現的小行星、衛星、太空船等物體上，且3D模型本身也沒有影子。不過行星照可投射到3D模型的衛星、太空船等之上。
光線不受到大氣折射，無法產生如月全食時的暗紅色月球。
因為資料不足，未有影像的太陽系小天體的外形是預設的，而恆星、系外行星、星系只依分類畫出大致外觀。不過個別天體的細節可在網路上找到相關附加元件。
無法模擬多星系統的運行，只有模擬雙星互繞。但非所有雙星皆有，因未有足夠軌道資料。恆星位置固定，無自行運動，也沒有繞銀河系公轉，且星系的位置也是固定，無自轉。
內建沒有收入距離超過數千光年的恆星，因為視差太小，依波谷衛星無法準確測量距離。此外，太陽系內只畫出範圍1光年內的物體。
Celestia是設計為符合肉眼所見，所以沒有濾光器、內建無假色影像、多重色彩的星雲、長時間曝光的星系、鏡頭炫光等。

## 附加元件

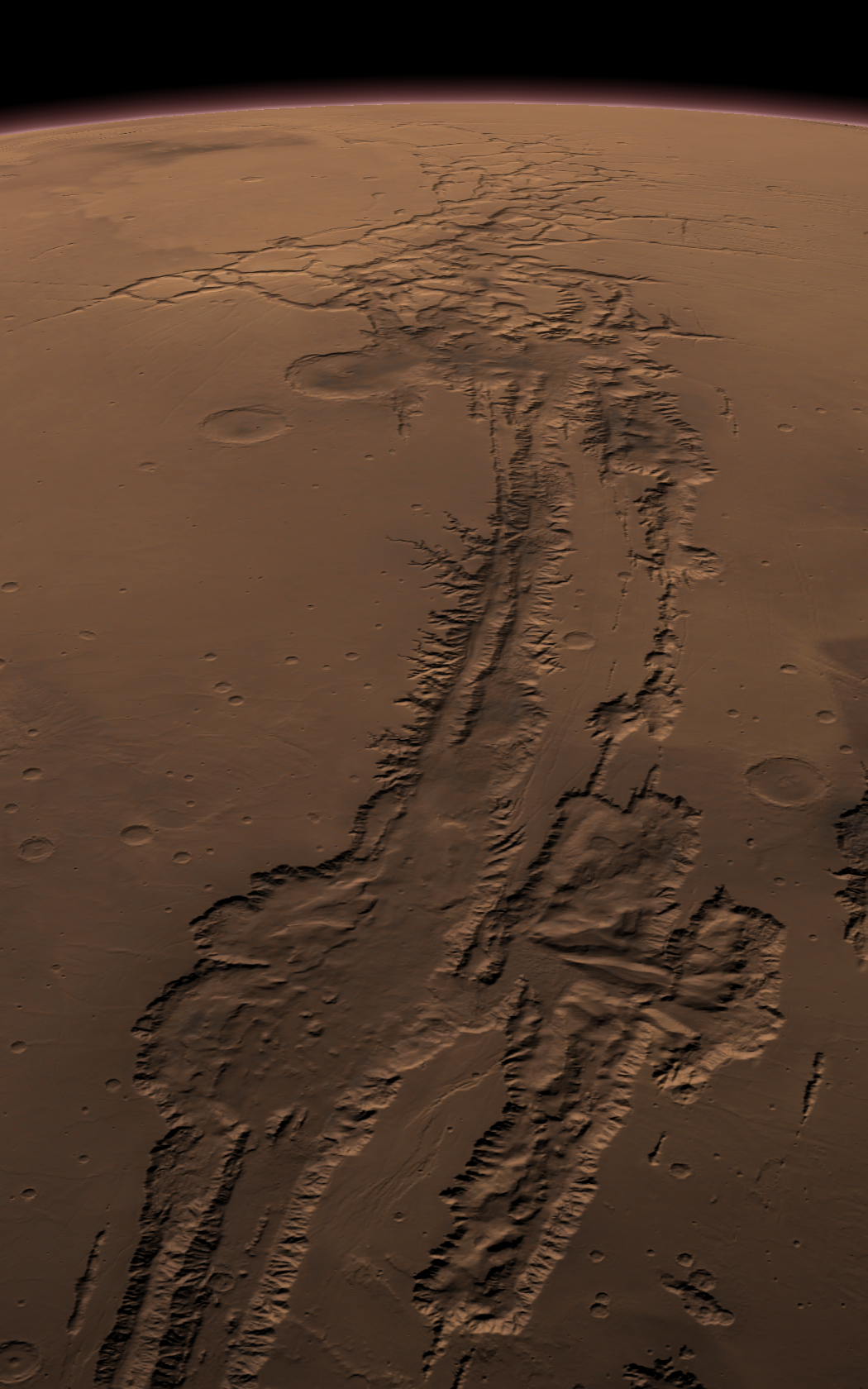
火星的水手號谷，使用高解析度虛擬紋理的地圖和法線貼圖。

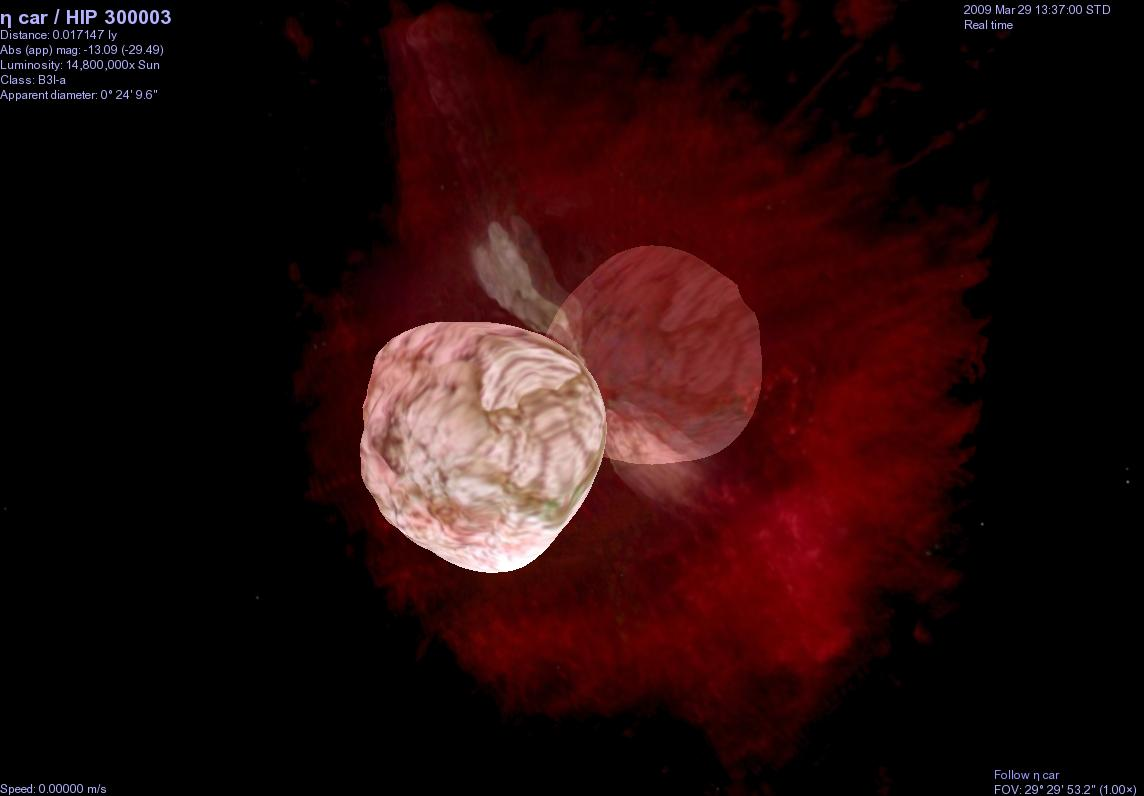
特超巨星海山二

Celestia的地圖影像、星體資料等可在資料夾中找到，亦可任意修改、增加，稱為附加元件（add-ons），已有互相分享自製附加元件的網路社群，主要為The Celestia Motherlode（页面存档备份，存于）。以下簡述各種方式和附加元件。
Textures資料夾收納星體表面圖檔，分為hires、medres和lores，代表高、中、低解析度。內建只有中、低解析度，新增的則放進高解析度資料夾，當安裝更新版本時才不會被覆蓋。檔名中有bump和normal表示凹凸貼圖和法線貼圖，皆用來畫出地形陰影。凹凸貼圖是以代表地形高度的灰階圖檔、根據光線角度畫出陰影，法線貼圖則是直接載入各方向光線陰影的圖檔。在高解析度時適用法線貼圖，因為凹凸貼圖的灰階只有256階，解析度太高時會出現階梯狀。虛擬紋理（Virtual Textures）是適用於高解析度的技術，將地圖分為不同解析度的階級，個別再分割成數個區塊，執行Celestia時越接近的區塊才顯出較高解析度，而不用一次載入最高解析度的全部圖檔，避免浪費記憶體空間。檔名有clouds為雲的圖檔，可包含透明度。檔名有spec表示反光，通常用在水面反光，不同灰階值表示反光程度。
Data資料夾有.ssc檔，包含太陽系行星衛星參數、恆星資料等等，如行星半徑、自轉週期、大氣、顯示圖檔的檔名等等，可自由修改、新增。
Models資料夾有.3ds、.cmod、.cms等3D模型檔，包含小行星、太空船等的模型。
Extras資料夾則可直接存放下載的附加元件。
網路上有很多可用的附加元件，如64K（寬65,536像素）地球地表等高解析度地圖圖檔、各種地圖如地質圖和古地圖、各種歷史上或運作中的太空船如史潑尼克一號、航海家2號和哈伯太空望遠鏡、數千顆小行星、彗星和兩百萬顆恆星的資料點、深空天體如星雲、星團、星系、中子星、脈衝星、有旋轉吸積盤的黑洞、行星狀星雲等等。也有虛構的物體，如科幻2001太空漫遊、星艦奇航記、星際大戰中各種行星系和太空船。

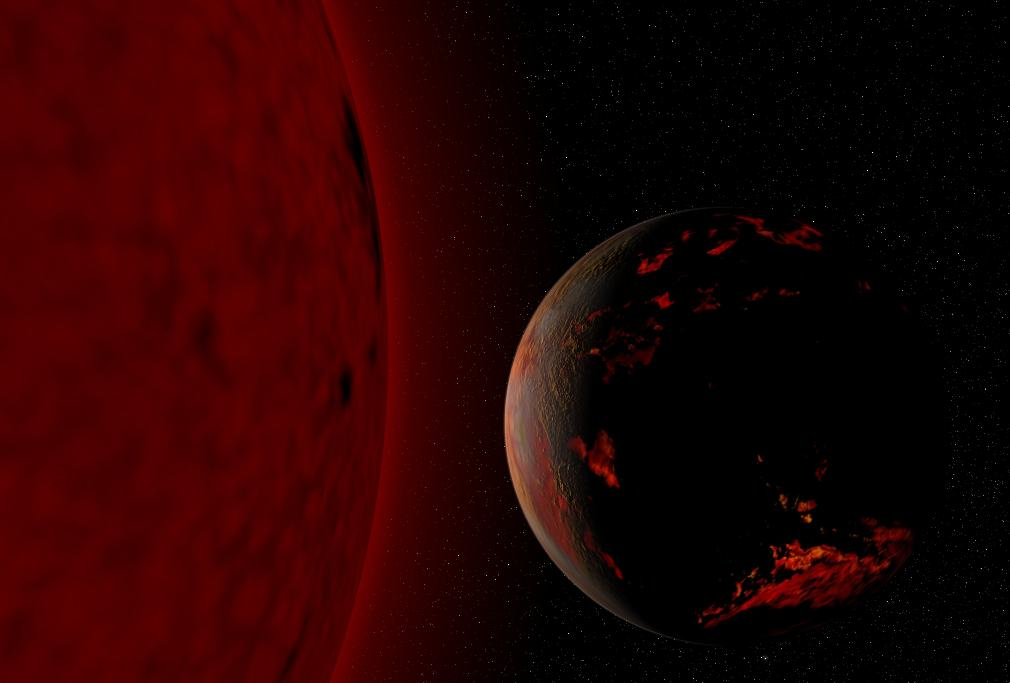
50億年後的地球與太陽

有各種導覽用的腳本（scripts）如太空任務卡西尼-惠更斯號和深撞號的介紹、小行星撞擊的過程和各種有用資訊。
還有可供教育用途的各種附加元件，如太陽系導覽、恆星演化、月球形成、火星地球化、各種太空任務、地外智慧文明搜尋計畫等等，也可讓自己好像置身駕駛艙在太空飛行。

## 類似軟體
其他一些類似的天文軟體包括自由軟體：KStars、Stellarium和Mitaka；專有軟體：Orbiter、WorldWide Telescope、XEphem（免費軟體）和MPL3D、Starry Night、SpaceEngine（非免費）。

## 外部連結
- Celestia 中文维基百科（页面存档备份，存于）
- Celestia 主站点
- 豆瓣 Celestia 小组（页面存档备份，存于）
- Celestia 相册[永久]
- The Celestia Motherlode: Home（页面存档备份，存于） 收入附加元件
- The Celestia Motherlode: Educational Activities（页面存档备份，存于） Celestia 的教育活動
- Frank M. Gregorio's Celestia Educational Activities（页面存档备份，存于）
- NASA Celestia Guided Activity NASA 的使用 Celestia 的教育活動
- Mars Express scheduled orbit change（页面存档备份，存于） ESA使用 Celestia 展示軌道